# Đau mạn tính
Đau mạn tính là cơn đau kéo dài. Trong y học, sự phân biệt giữa đau cấp tính và mạn tính đôi khi được xác định bởi một khoảng thời gian tùy ý kể từ khi khởi phát; hai dấu hiệu được sử dụng phổ biến nhất là 3 tháng và 6 tháng kể từ khi khởi phát, mặc dù một số nhà lý thuyết và nhà nghiên cứu đã đặt quá trình chuyển từ đau cấp tính sang mạn tính ở mức 12 tháng. Những người khác áp dụng cấp tính cho cơn đau kéo dài dưới 30 ngày, mạn tính với cơn đau kéo dài hơn sáu tháng và bán cấp cho cơn đau kéo dài từ 1 đến 6 tháng. Một định nghĩa thay thế phổ biến về đau mạn tính, không có thời gian cố định tùy ý, là "cơn đau kéo dài quá thời gian chữa bệnh dự kiến". Các nghiên cứu dịch tễ học đã phát hiện ra rằng 10,1% đến 55,2% người dân ở các quốc gia khác nhau bị đau mạn tính.
Đau mạn tính có thể bắt nguồn từ cơ thể, hoặc trong não hoặc tủy sống. Nó thường khó điều trị. Các loại thuốc không opioid khác nhau được khuyên dùng ban đầu, tùy thuộc vào việc cơn đau bắt nguồn từ tổn thương mô hay là bệnh thần kinh. Phương pháp điều trị tâm lý bao gồm trị liệu hành vi nhận thức và chấp nhận và liệu pháp cam kết có thể có hiệu quả để cải thiện chất lượng cuộc sống ở những người bị đau mạn tính. Một số người bị đau mạn tính có thể được hưởng lợi từ việc điều trị bằng opioid trong khi những người khác lại bị tổn hại. Ở những người bị đau không phải ung thư, chỉ nên dùng thử opioid nếu không có tiền sử bệnh tâm thần hoặc rối loạn sử dụng chất gây nghiện và nên dừng lại nếu không hiệu quả.
Đau mạn tính nghiêm trọng có liên quan đến tăng tỷ lệ tử vong 10 năm, đặc biệt là từ bệnh tim và bệnh hô hấp. Những người bị đau mạn tính có xu hướng trầm cảm, lo lắng và tỷ lệ rối loạn giấc ngủ cao hơn; đây là những mối tương quan và thường không rõ yếu tố nào gây ra yếu tố khác. Đau mạn tính có thể góp phần làm giảm hoạt động thể chất do sợ đau trầm trọng hơn, thường dẫn đến tăng cân. Cường độ đau, kiểm soát cơn đau và khả năng phục hồi cơn đau bị ảnh hưởng bởi các mức độ và loại hỗ trợ xã hội khác nhau mà một người bị đau mạn tính nhận được.